# Чиконио
Чико̀нио (на италиански: Ciconio; на пиемонтски: Sicheugn, Сикеун) е село и община в Метрополен град Торино, регион Пиемонт, Северна Италия. Разположено е на 273 m надморска височина. Към 1 януари 2020 г. населението на общината е 385 души, от които 8 са чужди граждани.